# Egyes Leszállópálya
Az Egyes Leszállópálya (Airstrip One) az Egyesült Királyságnak és Írországnak megfelelő területi egység George Orwell 1984 című regényében. Fővárosa London, ahol a regény főhőse, Winston Smith él.
Az Egyes Leszállópálya az Óceánia nevű fiktív állam harmadik legnépesebb tartománya. A regényben még Colchester városát említik, mint a tartomány egyik elpusztult városát. A történet szerint Britanniát, ahogy Európa többi részét is atomtámadás érte még korábban, az óceániai forradalmak előtt. Európa kontinentális része az Eurázsia nevű állam része, amely Ázsia északi részét is uralja.
Óceánia hadban áll Eurázsiával Afrika északi részének birtoklásáért. Kettejükön kívül található még egy Keletázsia nevű állam is, amely Kínából és az attól délre fekvő területekből, valamint feltehetőleg Japánból áll.

## Felhasznált irodalom
- George Orwell. 1984 (magyarra fordította: Szíjgyártó László) (Budapest, 1989)